# ATP Bermuda
Das ATP-Turnier von Bermuda (offiziell Bermuda Open) war ein Tennisturnier im Paget Parish, auf der Insel Bermuda.

## Geschichte
Das Turnier fand bereits seit dem frühen 20. Jahrhundert statt. In den Jahren 1975 und 1976 war es dann erstmals Teil einer Profi-Tour, des Grand Prix Tennis Circuit. Nachdem 1993 ein Challenger-Turnier auf Bermuda stattfand, fanden die Ausgaben 1995 und 1996 im Rahmen der ATP Tour statt. Sie wurden im Coral Beach and Tennis Club im Paget Parish ausgetragen. Die Spieloberfläche war bei allen vier Ausgaben Sand.

## Siegerliste
In den vier Jahren, in denen das Turnier ausgetragen wurde, gelang es keinem Spieler, das Turnier mehr als einmal zu gewinnen.

### Einzel
| Jahr                         | Sieger             | Finalisten        | Finalergebnis  |
| ---------------------------- | ------------------ | ----------------- | -------------- |
| 1996                         | MaliVai Washington | Marcelo Filippini | 6:76, 6:4, 7:5 |
| 1995                         | Mauricio Hadad     | Javier Frana      | 7:65, 3:6, 6:4 |
| 1977–1994: nicht ausgetragen |                    |                   |                |
| 1976                         | Cliff Richey       | Gene Mayer        | 7:6, 6:2       |
| 1975                         | Jimmy Connors      | Vitas Gerulaitis  | 6:1, 6:4       |

### Doppel
| Jahr                         | Sieger                      | Finalisten                     | Finalergebnis     |
| ---------------------------- | --------------------------- | ------------------------------ | ----------------- |
| 1996                         | Jan Apell Brent Haygarth    | Pat Cash Patrick Rafter        | 3:6, 6:1, 6:3     |
| 1995                         | Grant Connell Todd Martin   | Brett Steven Jason Stoltenberg | 7:6, 2:6, 7:5     |
| 1977–1994: nicht ausgetragen |                             |                                |                   |
| 1976                         | Mike Cahill John Whitlinger | Ray Ruffels Dick Crealy        | 6:4, 4:6, 7:6     |
| 1975                         | nicht ausgetragen           | nicht ausgetragen              | nicht ausgetragen |